# Acropora loripes
Acropora loripes är en korallart som först beskrevs av Brook 1892.  Acropora loripes ingår i släktet Acropora och familjen Acroporidae. IUCN kategoriserar arten globalt som nära hotad. Inga underarter finns listade i Catalogue of Life.

## Bildgalleri

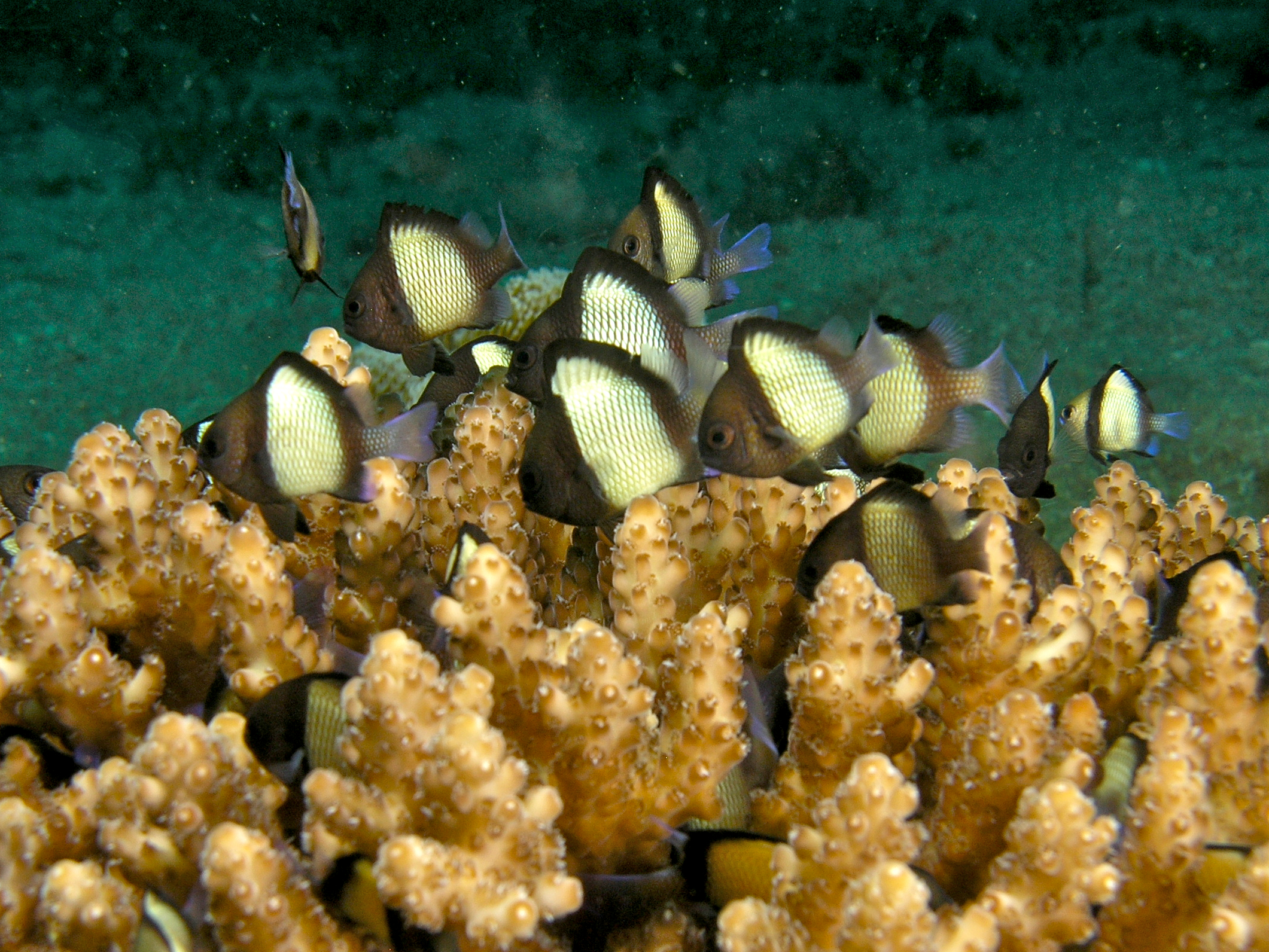